# Гана (Гаваї)
Гана (англ. Hana) — переписна місцевість (CDP) в США, в окрузі Мауї штату Гаваї. Населення — 1526 осіб (2020).

## Географія
Гана розташована за координатами 20°46′26″ пн. ш. 156°0′51″ зх. д. / 20.77389° пн. ш. 156.01417° зх. д. (20.773975, -156.014258).  За даними Бюро перепису населення США в 2010 році переписна місцевість мала площу 30,30 км², з яких 27,34 км² — суходіл та 2,96 км² — водойми.

### Клімат
Громада знаходиться у зоні, котра характеризується вологим тропічним кліматом. Найтепліший місяць — липень із середньою температурою 24.1 °C (75.4 °F). Найхолодніший місяць — березень, із середньою температурою 21.6 °С (70.8 °F).
| Клімат Гани             | Клімат Гани | Клімат Гани | Клімат Гани | Клімат Гани | Клімат Гани | Клімат Гани | Клімат Гани | Клімат Гани | Клімат Гани | Клімат Гани | Клімат Гани | Клімат Гани | Клімат Гани |
| Показник                | Січ.        | Лют.        | Бер.        | Квіт.       | Трав.       | Черв.       | Лип.        | Серп.       | Вер.        | Жовт.       | Лист.       | Груд.       | Рік         |
| Абсолютний максимум, °C | 30          | 31,7        | 30          | 31,1        | 29,4        | 31,7        | 31,1        | 31,1        | 31,1        | 32,2        | 30          | 29,4        | 32,2        |
| Середній максимум, °C   | 26,3        | 26,4        | 26,1        | 26,6        | 27          | 27,7        | 28,3        | 28,6        | 28,8        | 28,6        | 27,4        | 26,3        | 27,3        |
| Середня температура, °C | 21,7        | 21,7        | 21,6        | 22          | 22,6        | 23,5        | 24,1        | 24          | 23,9        | 23,8        | 22,9        | 21,8        | 22,8        |
| Середній мінімум, °C    | 17,2        | 17          | 17,1        | 17,4        | 18,3        | 19,3        | 19,9        | 19,4        | 18,9        | 19,1        | 18,4        | 17,3        | 18,3        |
| Абсолютний мінімум, °C  | 11,7        | 10          | 11,7        | 12,2        | 14,4        | 14,4        | 15          | 15          | 14,4        | 14,4        | 13,9        | 12,2        | 10          |
| Норма опадів, мм        | 153         | 97          | 146         | 122         | 72          | 63          | 82          | 77          | 49          | 79          | 132         | 125         | 1197        |
| Днів з опадами          | 18          | 15          | 19          | 19          | 17          | 19          | 21          | 21          | 18          | 19          | 21          | 19          | 226         |
| Вологість повітря, %    | 77          | 78          | 79          | 79          | 81          | 77          | 78          | 79          | 78          | 78          | 79          | 80          | 79          |
| ----------------------- | ----------- | ----------- | ----------- | ----------- | ----------- | ----------- | ----------- | ----------- | ----------- | ----------- | ----------- | ----------- | ----------- |
| Джерело: Weatherbase    |             |             |             |             |             |             |             |             |             |             |             |             |             |

## Демографія
Згідно з переписом 2010 року, у переписній місцевості мешкало 1235 осіб у 390 домогосподарствах у складі 252 родин. Густота населення становила 41 особа/км².  Було 506 помешкань (17/км²).
Расовий склад населення:
| - 29,1 % — вихідців з тихоокеанських островів - 22,2 % — білих - 5,0 % — азіатів - 0,1 % — корінних американців - 0,1 % — чорних або афроамериканців |

До двох чи більше рас належало 42,8 %. Частка іспаномовних становила 9,8 % від усіх жителів.
За віковим діапазоном населення розподілялося таким чином: 27,8 % — особи молодші 18 років, 58,7 % — особи у віці 18—64 років, 13,5 % — особи у віці 65 років та старші. Медіана віку мешканця становила 35,2 року. На 100 осіб жіночої статі у переписній місцевості припадало 105,5 чоловіків;  на 100 жінок у віці від 18 років та старших — 111,9 чоловіків також старших 18 років.
Середній дохід на одне домашнє господарство  становив 64 920 доларів США (медіана — 41 029), а середній дохід на одну сім'ю — 76 236 доларів (медіана — 53 194). За межею бідності перебувало 11,1 % осіб, у тому числі 10,7 % дітей у віці до 18 років та 0,0 % осіб у віці 65 років та старших.
Цивільне працевлаштоване населення становило 597 осіб. Основні галузі зайнятості: мистецтво, розваги та відпочинок — 31,3 %, науковці, спеціалісти, менеджери — 13,7 %, освіта, охорона здоров'я та соціальна допомога — 13,6 %.